# Torneo di Wimbledon 1890
Il Torneo di Wimbledon 1890 è stata la 14ª edizione del Torneo di Wimbledon e prima prova stagionale dello Slam per il 1890. Si è giocato sui campi in erba dell'All England Lawn Tennis and Croquet Club di Wimbledon a Londra in Gran Bretagna. Il torneo ha visto vincitore nel singolare maschile il britannico Willoughby Hamilton che ha sconfitto in finale in 5 set il connazionale William Renshaw con il punteggio di 6–8 6–2 3–6 6–1 6–1. Nel singolare femminile si è imposta la britannica Lena Rice che ha battuto in finale in 2 set la connazionale May Jacks. Nel doppio maschile hanno trionfato Joshua Pim e Frank Stoker.

## Sommario
Nel torneo femminile il numero di partecipanti fu molto basso: appena 4 giocatrici. Blanche Bingley Hillyard non difese il titolo perché era rimasta incinta. Nella sua ultima apparizione ai Championships l'irlandese Lena Rice (prima nella storia del suo Paese) batté in finale May Jacks con il punteggio di 6–4, 6–1.

## Risultati

### Singolare maschile
Willoughby Hamilton ha battuto in finale  William Renshaw con il punteggio di 6–8 6–2 3–6 6–1 6–1

### Singolare femminile
Lena Rice ha battuto in finale  May Jacks con il punteggio di 6–4, 6–1

### Doppio maschile
Joshua Pim /  Frank Stoker hanno battuto in finale  Ernest Lewis /  George Hillyard con il punteggio di 6–0, 7–5, 6–4